# Warner Jiménez Mendoza
Warner Jiménez Mendoza (Maturín, Venezuela, 1 de febrero de 1968) es un ingeniero mecánico y político venezolano. Se desempeñó como alcalde del municipio Maturín, capital del estado Monagas, entre 2013 y 2016.

## Biografía
Jiménez nació en la ciudad de Maturín, estado Monagas. Obtuvo el título de ingeniero mecánico en el Instituto Universitario Politécnico de las Fuerzas Armadas Nacionales (IUPFAN), actualmente conocido como Universidad Nacional Experimental Politécnica de la Fuerza Armada Nacional (UNEFA). Posteriormente realizó estudios de posgrado en gerencia con mención en finanzas en la Universidad Gran Mariscal de Ayacucho (UGMA) y cursó estudios en mercadeo en el London College of International Business Studies.

## Carrera política
En las Elecciones municipales de Venezuela de 2013, Jiménez, en representación de la Oposición Democrática de Venezuela por el partido político Voluntad Popular, fundado por Leopoldo López, fue electo alcalde del municipio Maturín, superando al candidato oficialista José Maicavares quien era el actual alcalde de Maturín.
Durante su gestión, denunció limitaciones administrativas y presupuestarias que, según sus declaraciones, afectaron la ejecución de proyectos municipales. En 2016, el gobierno nacional intervino la Policía Municipal de Maturín.
Ese mismo año, el Ministerio Público de Venezuela emitió una orden de captura en su contra. Jiménez rechazó las acusaciones y las calificó como motivadas políticamente. Su caso se produjo en el contexto de una serie de acciones judiciales similares emprendidas contra varios alcaldes y dirigentes opositores en diferentes estados del país, lo que generó pronunciamientos de organizaciones nacionales e internacionales sobre la situación de los líderes opositores en Venezuela.
Posteriormente, Jiménez abandonó Venezuela y se exilió en Estados Unidos.

## Actividad internacional
Desde su exilio, Jiménez ha participado en foros internacionales denunciando la situación política en Venezuela. En agosto de 2017, se reunió con el secretario general de la Organización de Estados Americanos (OEA), Luis Almagro, a quien entregó un documento sobre casos de alcaldes venezolanos destituidos, perseguidos y encarcelados por motivos políticos.